# Tugimaantee 54
De Tugimaantee 54 is een secundaire weg in Estland. De weg loopt van Karksi-Nuia via Lilli naar Letland en is 17 kilometer lang. In Letland loopt de weg als P17 verder naar Valmiera.